# 유라테와 카스티티스

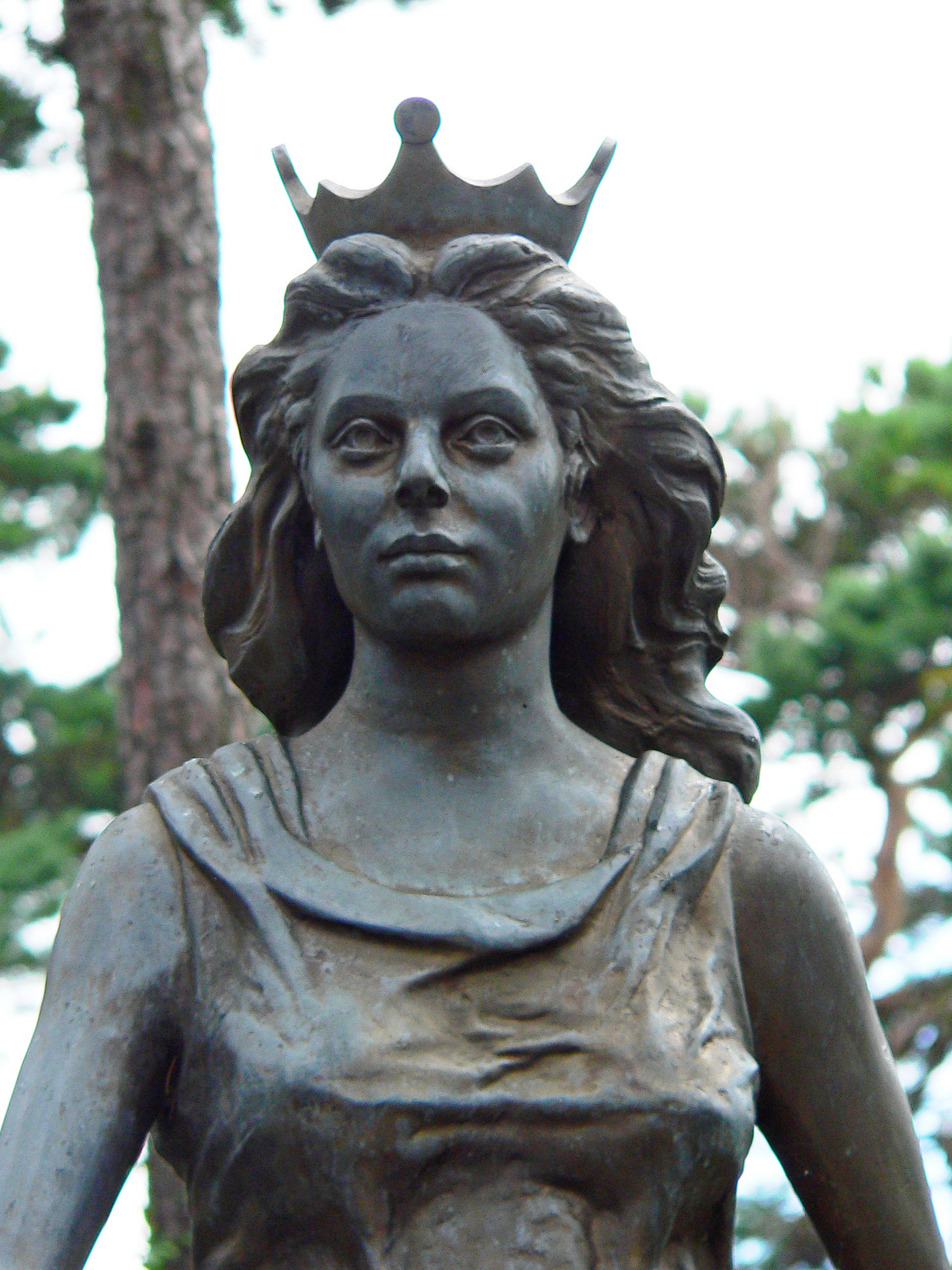
유라테 기념물 (폴란드)

팔랑가의 코트 팔 부분에 있는 유라테의 왕관과 호박 목걸이

유라테와 카스티티스(Jūratė와 Kastytis, 폴란드어: Castitis)는 가장 유명하고 인기 있는 리투아니아의 전설과 이야기 중 하나이다. 유라테와 카스티티스는 리투아니아 말고도 폴란드 등 발트해 연안의 여러 나라에서 조금씩 다르게 이야기가 전해져 내려오고 있다. 처음으로 기록된 것은 1842년 Liudvikas Adomas Jucevičius의 저서에 기록되었다. 그 이후로 현대시, 발레 심지어는 오페라까지 여러 번 적용되었다. 인기있는 동시대 낭만적인 이야기의 영향력으로 인해 전체 이야기의 진정성에 의문을 제기한다.

## 이야기
이야기는 버전마다 크게 다르다. 그러나 기본적인 구조는 동일하게 유지된다. 여신(때로는 인어 또는 운디네로 묘사됨.) 유라테 (명사 유라 (jūra)에서 바다를 의미)는 아름다운 발트해에 있는 호박성에서 살고 있었다. 그녀는 바다의 모든 것을 다스리면서 평화롭게 살고 있었으나 카스티티스라는 젊은 어부가 물고기를 많이 잡으면서 평화에 위협받고 있었다. 유라테는 그에게 벌을 내려 바다의 평화를 회복하기로 마음먹고 접근했으나 잘생긴 어린 어부였던 그에게 오히려 사랑에 빠지고 말았다. 그들은 호박성에서 행복한 시간을 보냈지만 천둥신 페르쿠나스는 불멸을 사는 여신이 인간 남자와 사랑에 빠진 것을 못마땅하게 여겼다. 페르쿠나스는 화가 나서 호박성을 향해 벼락을 내리쳤다. 호박성은 수백만 개의 조각으로 폭발했다. 페르쿠나스는 유라테를 해저 바위에 묶어버렸다. 전설에 따르면 발트해에 폭풍이 몰아닥친 후 호박 조각들이 육지로 떠오르는 이유가 여기에 있다고 한다.
유라테는 폭풍에 빠져 익사하는 카스티티스를 구해냈다. 다른 변형판에 따르면 카스티티스는 페르쿠나스에 의해 죽고 유라테는 오늘날까지 그를 기다리며 신음한다. 그녀의 눈물 방울은 해변으로 씻겨진 호박색 조각이며 폭풍우가 치는 바다에서 그녀의 슬픈 목소리를 들을 수 있다. 때로는 카스티티스가 팔랑가의 북쪽에 있는 스벤토지 마을에서 온다고 한다.